# AMD PowerPlay
AMD PowerPlay es el nombre comercial de un conjunto de tecnologías para la reducción del consumo de energía implementadas en varias de las unidades de procesamiento de gráficos y APU de AMD compatibles con su controlador de dispositivo de gráficos patentado "Catalyst". AMD PowerPlay también se implementa en conjuntos de chips ATI/AMD que integran gráficos y en el conjunto de chips portátil Imageon de AMD, que se vendió a Qualcomm en 2008.
Además del objetivo deseable de reducir el consumo de energía, AMD PowerPlay ayuda a reducir los niveles de ruido creados por el enfriamiento en las computadoras de escritorio y prolonga la duración de la batería en los dispositivos móviles. AMD PowerPlay ha sido reemplazada por AMD PowerTune.

## Historia
La tecnología se implementó por primera vez en los productos Mobility Radeon para portátiles, a fin de proporcionar un conjunto de características para reducir el consumo de energía de la computadora portátil. La tecnología consta de varias tecnologías; los ejemplos incluyen ajustes dinámicos del reloj cuando la computadora portátil no está enchufada a una toma de corriente y permiten diferentes niveles de brillo de la retroiluminación del monitor LCD de la computadora portátil. La tecnología se actualizó con el lanzamiento de cada generación de GPU móviles. La última versión es ATI PowerPlay 7.0.
Desde el lanzamiento de la serie Radeon HD 3000, se implementó PowerPlay para reducir aún más el consumo de energía de las GPU de escritorio.

## Productos admitidos actualmente
La lista oficial de soporte de ATI enumera solo las tarjetas de escritorio de la serie ATI Radeon 3800, pero PowerPlay también es una característica incluida en todos los productos de la serie Radeon HD 3000/4000/5000. Las revisiones independientes indicaron que esta última ya era de menor potencia en comparación con otras tarjetas 3D, por lo que la adición de PowerPlay a esa línea estaba claramente destinada a abordar un mercado cada vez más consciente de la potencia, el calor y el ruido. La línea ATI Radeon HD 2600, que no es compatible con PowerPlay, se estaba eliminando a favor de la serie 3000 al mismo precio que también es compatible con PCI Express 2.0, DirectX 10.1 y una memoria GDDR3 más rápida.
Toda la línea ATI Radeon Xpress también es compatible con computadoras de placa única que tienden a ser sensibles a la energía y se usan en instalaciones grandes donde la configuración y el control de la imagen de arranque son las principales preocupaciones.
Se agregó soporte para "PowerPlay" al controlador del kernel de Linux "amdgpu" el 11 de noviembre de 2015.

### Computadora de escritorio versus computadora portátil
La principal diferencia entre las versiones de escritorio y portátil es que la versión de escritorio recorta las características que están destinadas al uso de portátiles, incluido el brillo variable de la retroiluminación de la pantalla LCD. La tecnología PowerPlay para gráficos de escritorio Radeon presenta tres escenarios de uso: modo normal (modo 2D), modo de juego ligero y modo de juego intensivo (modo 3D), reemplazando escenarios de portátiles (funcionando con alimentación de CA o batería). Las pruebas indicaron que la frecuencia de reloj de núcleo más baja de un núcleo de GPU RV670 puede alcanzar hasta 300 MHz con la tecnología PowerPlay habilitada.